# Karamel
Karamel er en mørkebrun, klar masse, der fremstilles ved at opvarme sukker til mindst 185 °C, hvor det karamelliserer.
Vandige karamelopløsninger anvendes som farvestoffer til mad (fx "kulør").

## Karameller
Karamelmasse anvendes ved produktion af karameller (som fx flødekarameller og chokoladekarameller). Karameller fremstilles ved opvarmning af sukker, glukose og mælk eller smør samt evt. forskellige smagsstoffer som chokolade, lakrids eller hakkede hasselnødder.